# Leonard Nitz
Leonard Harvey Nitz (né le 30 septembre 1956 à Hamilton) est un coureur cycliste américain. 
Il est intronisé au Temple de la renommée du cyclisme américain en 1996.
Pendant les années 1970 et 1980, il est treize fois champion des États-Unis en amateur : cinq fois en poursuite individuelle, six fois en poursuite par équipes et deux fois au kilomètre. Il participe aux Jeux olympiques de 1976, de 1984 et de 1988. Aux Jeux de Los Angeles en 1984, il obtient la médaille d'argent en poursuite par équipes avec David Grylls, Steve Hegg, Patrick McDonough, et la médaille de bronze en poursuite individuelle. Lors de ces Jeux, il est l'un des sept cyclistes américains subissant des perfusions sanguines. Cette pratique de dopage sanguin (en), consistant à injecter à l'athlète son propre sang ou celui d'une personne du même groupe sanguin, afin d'accroître le nombre de globules rouges, n'est à ce moment pas interdite par le Comité international olympique. Les coureurs incriminés ne sont donc pas sanctionnés, seul l'encadrement de l'équipe olympique l'est, pour avoir enfreint les instructions de la fédération américaine,. Aux Jeux panaméricains de 1987 à Indianapolis, Leonard Nitz est médaillé d'or de la poursuite par équipes.

## Palmarès sur piste

### Jeux olympiques
- Montréal 1976
  - 10e de la poursuite par équipes[3]
  - 19e de la poursuite individuelle[3]
- Los Angeles 1984
  -  Médaillé d'argent de la poursuite par équipes (avec David Grylls, Steve Hegg, Patrick McDonough)
  -  Médaillé de bronze de la poursuite individuelle
- Séoul 1988
  - 9e de la poursuite par équipes[4]

### Championnats du monde
- Brno 1981
  -  Médaillé d'argent de la course aux points amateurs
- Colorado Springs 1986
  -  Médaillé de bronze de la course aux points amateurs

### Jeux panaméricains
- Indianapolis 1987
  -  Médaillé d'or de la poursuite par équipes (avec Carl Sundquist, Dave Lettieri, David Brinton)
  -  Médaillé de bronze du kilomètre

### Championnats nationaux
- Champion des États-Unis de poursuite individuelle amateurs en 1976, 1980, 1981, 1982, 1983
- Champion des États-Unis de poursuite par équipes amateurs en 1980, 1981, 1982, 1983, 1984, 1986
- Champion des États-Unis du kilomètre amateurs en 1982, 1984

## Palmarès sur route
- 1983
  - 2e du championnat des États-Unis du critérium